# Vysoká porta

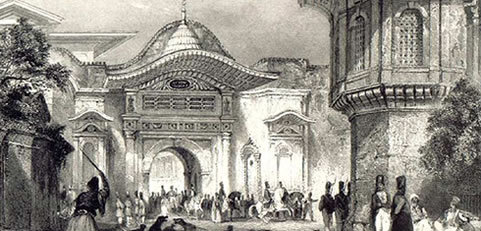
Brána Vysoká porta v době Osmanské říše

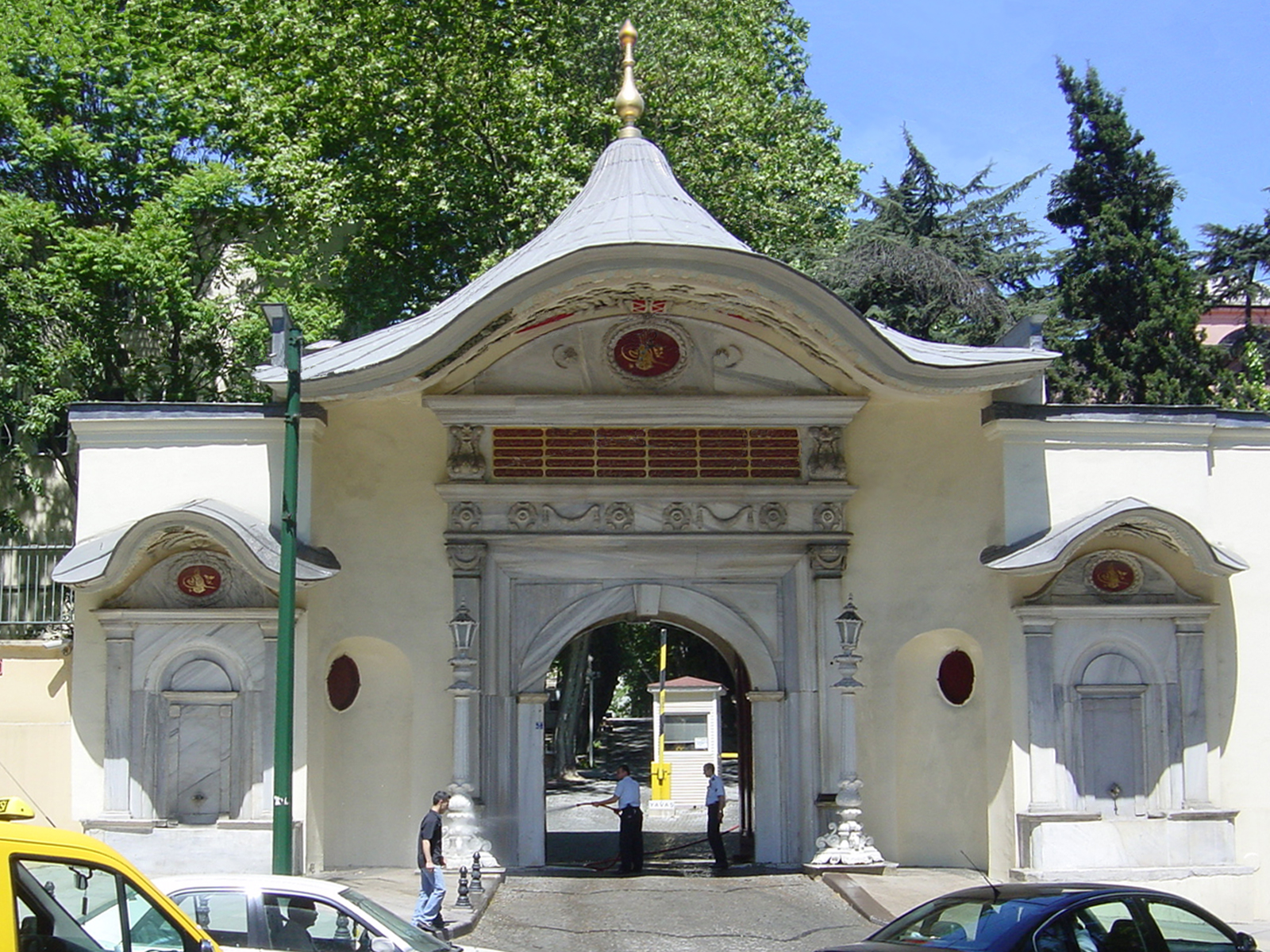
Brána Vysoká porta dnes

Vysoká porta (někdy Vysoká Porta, osmanskoturecky باب عالی) je synekdocha pro ústřední vládu Osmanské říše. Původně šlo o označení jedné z bran dívánu paláce Topkapi v Istanbulu. Po mladoturecké revoluci v roce 1908 toto označení přešlo na osmanské ministerstvo zahraničí.
Jméno má svůj původ ve starém orientálním zvyku, podle nějž vládce vyhlašoval svá rozhodnutí u brány svého paláce; takováto brána (či přeneseně vladařův palác samotný) pak byla zvána Vysoká. Zvyk byl praktikován již v Byzantské říši a od doby Orhana I. byl přejat i Osmany. Jméno nesl od první poloviny 14. století palác v Burse, po dobytí Konstantinopole v roce 1453 a přesunutí hlavního města Osmanské říše jej převzala tamější Imperiální brána (turecky Bâb-ı Hümâyûn), která vedla na vnější nádvoří paláce Topkapi. Vzhledem k tomu, že západní diplomaté byli přijímáni u této brány a francouzština byla tehdy hlavním diplomatickým jazykem, bylo francouzské označení Vysoké brány Sublime porte přejato i ostatními státy a používáno nejen pro bránu a palác, ale přeneseně i pro celou Osmanskou říši či její vládu.
V roce 1913 proběhl v Turecku státní převrat, během nějž vnikl jeho vůdce Enver Paša se svými přívrženci skrze Vysokou portu do vládního paláce. Koalice Liberální unie byla svržena a zavedena byla vojenská diktatura vedená triumvirátem pašů.